# Poena (molie)
Poena este un gen de molii din familia Noctuidae.